# (9153) Chikurinji
(9153) Chikurinji est un astéroïde de la ceinture principale.

## Description
(9153) Chikurinji est un astéroïde de la ceinture principale. Il fut découvert le 30 octobre 1981 à Kiso par Hiroki Kosai et Kiichiro Hurukawa. Il présente une orbite caractérisée par un demi-grand axe de 2,69 UA, une excentricité de 0,15 et une inclinaison de 12,5° par rapport à l'écliptique.

## Compléments